# Jindřich Urbánek (soudce)
Jindřich Urbánek (22. června 1951 – 26. prosince 2016) byl český právník, soudce Nejvyššího soudu zabývající se trestním právem.

## Život
Vystudoval Právnickou fakultu Univerzity Jana Evangelisty Purkyně v Brně. Od roku 1978 byl předsedou senátu Okresního soudu v Kroměříži. V letech 1993–1995 vykonával funkci místopředsedy téhož soudu. Od roku 1995 byl členem Nejvyššího soudu České republiky. Vedle působení u Nejvyššího soudu byl v roce 2015 za Českou republiku jmenován soudcem ad hoc do společného kontrolního orgánu úřadu pro soudní spolupráci EU (Eurojust) – organizace, zřízené Evropskou unií s cílem zlepšit účinnost jednotlivých členských států při vyšetřování a stíhání závažné přeshraniční a organizované trestné činnosti.